# Euthalia manaya
Euthalia manaya är en fjärilsart som beskrevs av Hans Fruhstorfer 1913. Euthalia manaya ingår i släktet Euthalia och familjen praktfjärilar. Inga underarter finns listade i Catalogue of Life.